# Chartreuse d'Aula Dei
La chartreuse d'Aula Dei (en espagnol : Cartuja de Aula Dei) est un ancien monastère chartreux situé dans le faubourg de Peñaflor, à une dizaine de kilomètres au nord de la ville de Saragosse (province de Saragosse, dans la communauté autonome d'Aragon). Construite en 1563, elle est protégée comme monument historique depuis le 16 février 1983.

## Histoire

### Fondation
Elle a été construite en 1563 à l'initiative de don Hernando de Aragón (es), archevêque de Saragosse et petit-fils d'Isabelle Ire de Castille et de Ferdinand II d'Aragon, lorsque la communauté de Monegros a dû abandonner les lieux trop inhospitaliers. Ses architectes furent Martin Miteça et Miguel Riglos.
Francisco Bayeu y effectue plusieurs commandes.

### La mort d'Armand Pignatelli.
Durant le siège de Saragosse en 1809 soutenu par les Français, le général Junot, duc d'Abrantès, établit son quartier général dans la chartreuse d'Aula Dei. Le prince Armand Pignatelli avait été envoyé par l'empereur Napoléon Ier en mission de conciliation auprès des Aragonais. Cependant, il fut jeté en prison et resta neuf mois dans les geôles de l'inquisition. À la capitulation de la ville, il fut libéré et recueilli en mauvaise santé par le général Junot à la chartreuse. Malgré tous les soins qui lui furent prodigués, il succomba à la suite des mauvais traitements le 8 mars 1809. La famille Pignatelli ayant son caveau familial dans l'église de la chartreuse, il y fut inhumé. Son tombeau n'a toujours pas été retrouvé,,.

### Fermeture et réouverture
À l'instar de nombreux autres monastères espagnols, à la suite du désamortissement de Mendizábal, la chartreuse fut fermée en 1836 et les moines en furent expulsés.
La chartreuse ne rouvrit qu'en 1902 avec l'arrivée de moines français, expulsés à leur tour des chartreuses de Valbonne (Gard) et de Vauclaire, sur la commune de Montpon-Ménestérol (Dordogne).

### Départ des chartreux en 2012
En 2012, les chartreux, avec l'accord du ministère de la Culture espagnol et de l'archevêque de Saragosse, demandèrent à la Communauté du Chemin Neuf de prendre leur suite pour faire vivre le monastère. Notamment, le passage d'une communauté monastique à vocation de clôture à une communauté n'ayant pas cette vocation permit d'instaurer une visite hebdomadaire (et non mensuelle) des fresques de Goya,,.
Le Chemin Neuf profite également de la très grande taille de cette abbaye pour en faire une maison de formation à destination des couples et familles, très nombreuses à vouloir effectuer une formation théologique. Ainsi, à l'automne 2012, l'abbaye accueille 27 couples et une cinquantaine d'enfants.

## Architecture
Martín de Miteza conçut ce monastère sur le modèle habituel des chartreuses : un grand couloir desservant des cellules individuelles disposant chacune d'un jardin. Le monastère est prévu pour accueillir trente-six moines, ce qui était une taille trois fois plus grande que les communautés chartreuses habituelles.

### L'église abbatiale
L'abbatiale de la chartreuse possède un style gothique tardif, caractéristique du XVIe siècle espagnol, alors que le retable du maître-autel, datant du XVIIIe siècle et attribué à Manuel Ramírez de Arellano, est de style baroque. C'est la seule partie visitable du monastère (seulement depuis 1999) - et plus récemment visite possible du cloître des Pères et d'une cellule témoin.

### Les fresques de Goya

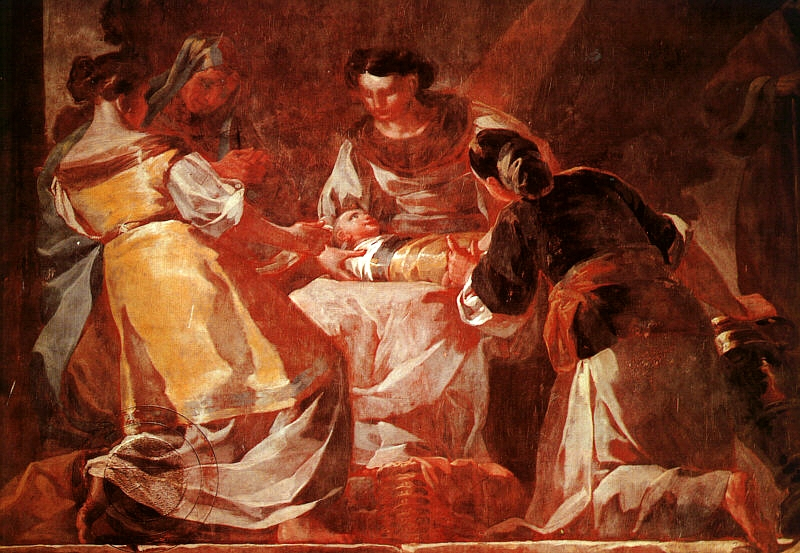
Détail de la Naissance de la Vierge, tirée de la série de peintures exécutées par Francisco de Goya dans la chartreuse d'Aula Dei en 1774.

La chartreuse est particulièrement connue pour les fresques qui ornent ses murs, peintes de 1772 à 1774 par Francisco de Goya et représentant la vie de Marie de Nazareth. Dans l'œuvre de Goya, ces fresques sont peu représentatives de son style futur, étant des œuvres de jeunesse, très influencées par le style de Giambattista Tiepolo, ; en revanche, ce sont les réalisations les plus vastes du peintre.
Sur onze fresques peintes initialement, seules sept subsistent aujourd'hui. L'abandon du monastère entre 1836 et 1902 est la principale cause de la disparition de quatre des onze fresques. Elles sont accessibles à la visite seulement quelques heures par semaine.
Elles représentent respectivement :
- Saint Joachim,
- la Naissance de la Vierge,
- les fiançailles de Marie et Joseph,
- la Visitation à Élisabeth,
- la circoncision de Jésus,
- l'Épiphanie
- la présentation de Jésus au Temple[4].

## Protection
La chartreuse fait l’objet d’un classement en Espagne au titre de bien d'intérêt culturel depuis le 16 février 1983.

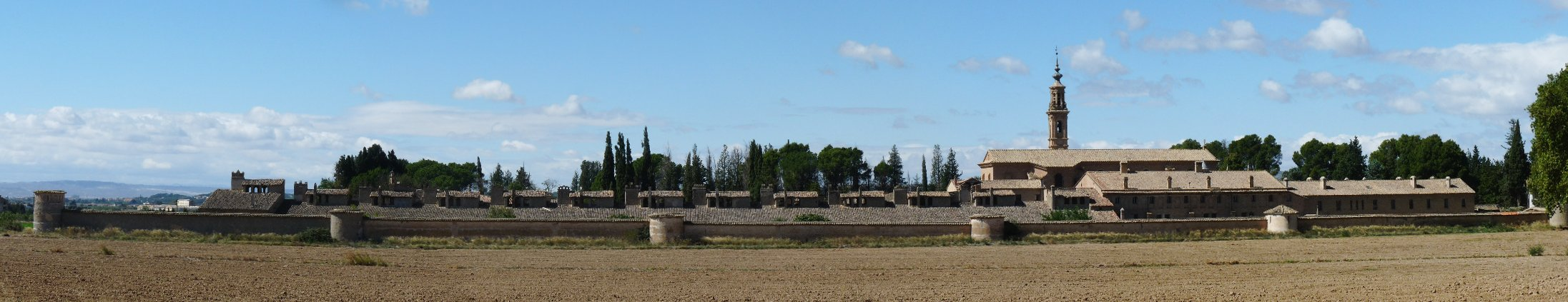
Vue de la Chartreuse.